# Gisele Bündchen
Gisele Caroline Bündchen (n. 20 iulie 1980, Horizontina, Rio Grande do Sul, Brazilia) este autoare, activistă, femeie de afaceri, fotomodel și actriță braziliancă de origine germană.

## Viață personală
A fost căsătorită cu Tom Brady în perioada 2009-2022
, cu care are și doi copii.